# Nicolas-Joseph Gérin
Pour les articles homonymes, voir Gérin.
Nicolas-Joseph Gérin, né à Ciply le 6 décembre 1775 et mort à Douai le 18 juin 1798, dit "Jean-Pierre de Ciply", était un brigand de grand chemin, fils de Jean-Pierre Gérin et de Marie-Thérèse Carlier. 

## Biographie
Il fut le dernier lieutenant du brigand Antoine-Joseph Moneuse, dans la bande des Chauffeurs du Nord. Il succédait à François François, dit "La Mouche" et fut considéré comme le pire de tous les lieutenants de Moneuse. Avec Moneuse, il participa à la tragédie de chez le notaire Lehon et au drame de la Houlette à Roisin, du nom de cette auberge frontière où on découvrit assassinés, Jean Philippe Couez (le propriétaire), sa femme, leurs six enfants ainsi qu'un locataire.

### Le drame de la Houlette à Roisin

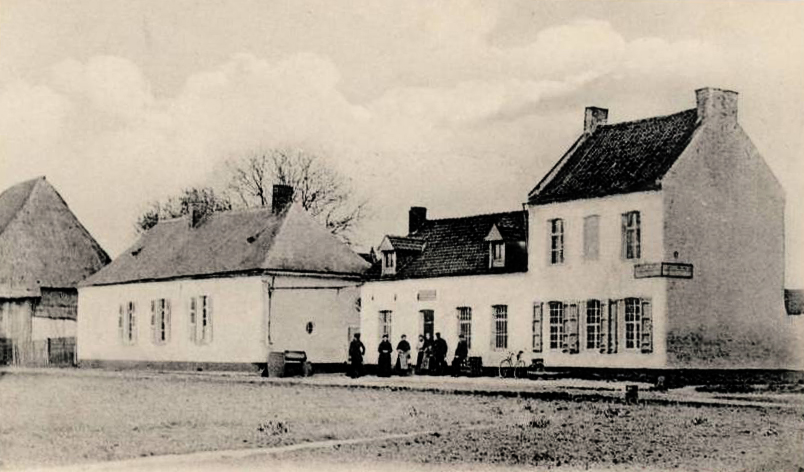
"Roisin (la Houlette) où se passa le drame du 22 novembre 1795 par Moneuse et sa bande"

Le 22 novembre 1795, Moneuse et une dizaine d'hommes attaquent l'auberge de la Houlette, tenue par le père Couez (Jean-Philippe Couez), pour détrousser ses occupants. Le bilan fut lourd : neuf morts : le couple de tenanciers, leurs six enfants et le docteur Moreaux qui était resté dormir. Les corps sont meurtris par les coups répétés des armes blanches (sabres, haches, ...). Témoignage de la violence des faits le rapport des médecins stipule que dans les bras de sa sœur de 16 ans, la petite dernière de 22 mois fut retrouvée avec la partie supérieure du bas-ventre tranchée, les viscères sortants...

### Le notaire Lehon
Le 9 novembre 1796, Moneuse et sa bande (dont Nicolas Gérin) perpètrent un vol crapuleux en la demeure du notaire Lehon, à Ville-Pommerœul. Ils ligotèrent sa femme, son enfant et sa servante. Après avoir obtenu les aveux du notaire sur les emplacements de son argent, les brigands le firent quand même "passer au feu". Il fut placé sur une chaise avec ses jambes dans le feu, ce qui lui brûla gravement la plante des pieds jusqu'à ce que l’homme puisse à peine respirer, sans grands résultats.
Après dénonciation, Gérin fut arrêté par la maréchaussée à l'auberge Allard de Petit-Quévy, en même temps que Antoine-Joseph Moneuse, Alexandre Buisseret et le cabaretier. Ils furent d'abord écroués à la prison cantonale d’Asquillies. Il fut condamné à mort à Mons, fit appel et fut rejugé auprès de la cour d'appel du Nord à Douai où son jugement a été confirmé.
Il fut guillotiné, le 18 juin 1798, sur la place du marché de Douai en même temps que son chef.
La fille de Madeleine Colin, veuve de Guillaume Gérin, Marie Thérèse Gérin (1771-1822) fut l'une des maîtresses de Moneuse, qui lui fit un enfant. Il lui demanda sa main mais elle refusa.